# Elizabeth Reef
Elizabeth Reef är en atoll i Australien. Den ligger i den östra delen av landet, 1 100 km nordost om huvudstaden Canberra.
Administrativt tillhör den det externa territoriet Korallhavsöarna.